# Elecciones generales de Honduras de 1981
Las elecciones generales de Honduras de 1981, se realizaron el domingo 29 de noviembre de 1981. Fueron las primeras elecciones democráticas de la República de Honduras, desde 1972 cuando las Fuerzas Armadas tomaron el control del poder en el país centroamericano. En estas elecciones se eligieron: 
- Presidente de Honduras: Jefe de Estado de Honduras que ejercerá las funciones de dirección del Poder Ejecutivo de Honduras por mandato del pueblo.
- 82 diputados al Congreso de Honduras.

De acuerdo a datos del Registro Nacional de las Personas (RNP), existen 1 558 316 hondureños inscritos en el padrón de votantes.

## Antecedente
Las últimas elecciones generales en Honduras se habían realizado en 1971, en las que el candidato del Partido Nacional había salido ganador y en las cuales 608.342 fue el electorado hondureño que acudió, el presidente electo Ramón Ernesto Cruz fue apartado de la administración ejecutiva mediante Golpe de Estado sucedido en 1972, hasta la presente fecha los militares habían gerenciado Honduras hasta la llegada del general Policarpo Paz García que había ascendido a la administración de Honduras, en 1978 a la cabeza de una Junta Militar de Honduras 1978-1980, sucediendo a su vez al general Juan Alberto Melgar Castro y este a su vez sucedió al general Oswaldo López Arellano. Paz García, fue elegido por el Congreso de Honduras como Presidente de Honduras sin haberse realizado unas elecciones generales, es así como el mismo Paz García propone devolver la presidencia al pueblo y en 1981 se convoca a una Asamblea Nacional Constituyente con el fin de elaborar una nueva carta magna, que resultó ser la Constitución de Honduras de 1982; por consiguiente, el país centroamericano volvía a la era democrática.

## Organizaciones políticos hondureños
Entre 1980 a 1981, existían en Honduras los dos partidos históricos el Partido Liberal (PLH) y el Partido Nacional (PNH), asimismo se autorizó la existencia del Partido Innovación y Unidad (PINU) y del Partido Demócrata Cristiano (PDCH) los que habían cumplido los requisitos que la ley exigía, además existían los siguientes bloques políticos que aspiraban a ser elevados a partidos oficiales: 
- MODENI: Movimiento de izquierda que no pudo participar en las elecciones de 1980 y presentaron candidatos independientes en el departamento de Cortés.
- PASO: Partido Socialista de Honduras, también presentó candidatos independientes en 1980.
- PRH: Partido Revolucionario Hondureño, presentó candidatos independientes en 1980.
- FPH: Frente Patriótico Hondureño, presentó candidatos independientes en 1981.[1]

## Elecciones
El ente organizador para las elecciones fue el Tribunal Nacional de Elecciones, asimismo se volverían a batir los dos grandes partidos históricos hondureños, como lo son el Partido Liberal de Honduras (PLH) y el Partido Nacional de Honduras (PNH), a su vez sería la primera participación de los dos nuevos referentes políticos, el Partido Demócrata Cristiano (Honduras) (PDCH) y el Partido Innovación y Unidad (PINU).  

## Resultados
El paceño, doctor Roberto Suazo Córdova quien fungiere anteriormente como Presidente de la Asamblea Nacional Constituyente de 1981, y luego, elegido por su carisma como candidato oficial del Partido Liberal de Honduras, fue elegido por el pueblo como el Presidente constitucional de la República de Honduras.  

### Presidente y Congreso Nacional
| Partido                   | Partido                            | Candidatos                | Votos     | %      | Escaños |
| ------------------------- | ---------------------------------- | ------------------------- | --------- | ------ | ------- |
|                           | Partido Liberal de Honduras (PLH)  | Roberto Suazo Córdova     | 636.437   | 53,93  | 44      |
|                           | Partido Nacional de Honduras (PNH) | Ricardo Zúñiga            | 491.089   | 41,61  | 34      |
|                           | Partido Innovación y Unidad (PINU) | Miguel Andonie Fernández  | 29.419    | 2,49   | 3       |
|                           | Partido Demócrata Cristiano (PDC)  | Hernán Corrales Padilla   | 19.163    | 1,62   | 1       |
|                           | Candidato Independiente            | Delgado Pérez             | 2.572     | 0,22   | 0       |
|                           | Candidato Independiente            | Mayorga Madrid            | 911       | 0,08   | 0       |
|                           | Candidato Independiente            | López López               | 514       | 0,04   | 0       |
|                           |                                    |                           |           |        |         |
| Votos válidos             | Votos válidos                      | Votos válidos             | 1.108.105 | 97,15  |         |
| Votos nulos               | Votos nulos                        | Votos nulos               | 17.244    | 1,42   |         |
| Votos en blanco           | Votos en blanco                    | Votos en blanco           | 17.430    | 1,43   |         |
| Total                     | Total                              | Total                     | 1.214.779 | 100,00 | 82      |
| Registrados/Participación | Registrados/Participación          | Registrados/Participación | 1.546.797 | 78,54  |         |

### Resultados por Departamento
| Departamento      | Liberal | PDC    | PINU   | Nacional | Ind   |
| ----------------- | ------- | ------ | ------ | -------- | ----- |
| Departamento      |         |        |        |          |       |
| Atlántida         | 33.900  | 701    | 2.031  | 21.879   |       |
| Colón             | 17.238  | 396    | 519    | 10.548   |       |
| Comayagua         | 36.513  | 962    | 1.180  | 30.265   |       |
| Copán             | 33.742  | 1.104  | 720    | 34.652   | 514   |
| Cortés            | 103.720 | 2.286  | 6.257  | 47.230   | 2.572 |
| Choluteca         | 41.387  | 2.342  | 2.237  | 40.667   |       |
| El Paraíso        | 42.276  | 743    | 1.004  | 26.345   |       |
| Francisco Morazán | 109.337 | 2.708  | 7.134  | 79.319   |       |
| Gracias a Dios    | 2.687   | 98     | 67     | 3.051    |       |
| Intibucá          | 13.878  | 720    | 569    | 21.019   |       |
| Islas de la Bahía | 2.904   | 40     | 58     | 2.491    |       |
| La Paz            | 17.879  | 327    | 418    | 14.774   |       |
| Lempira           | 19.923  | 767    | 1.075  | 31.524   |       |
| Ocotepeque        | 13.216  | 943    | 396    | 11.708   |       |
| Olancho           | 34.013  | 1.416  | 1.759  | 28.848   |       |
| Santa Bárbara     | 44.783  | 1.796  | 1.602  | 39.500   |       |
| Valle             | 17.755  | 862    | 789    | 16.330   |       |
| Yoro              | 51.286  | 952    | 1.604  | 30.939   | 911   |
| Total             | 636.437 | 19.163 | 29.419 | 491.089  | 3.997 |

### Municipalidades
El Partido Liberal ganó en 169 municipalidades, el Partido Nacional ganó en 113 municipalidades hondureñas.